# 中兴智能汽车
中兴智能汽车有限公司，是中國广东省珠海市的客车生产企业，车辆型号中的企业名称代号为GTZ。公司主要生产基地位于三灶科技工业园，占地面积达12.8万多平方米，其中生产车间总面积约6万多平方米。旗下产品广泛应用于客运、旅游、团体、公交等领域。
中兴智能汽车的前身为广通客车，于2002年自广通汽车分拆而来。2008年，广通客车与九龙巴士开始合作，首度组装该公司及其附属公司新购买的亚历山大丹尼士双层巴士，取代九巴屯門車身裝嵌廠。2011年起，广通客车与亚历山大丹尼士签署长期合作协议，为香港及亚太地区公共交通公司的双层巴士提供车身组装服务。2016年7月，中兴通讯完成对珠海市广通客车有限公司的战略并购，注册成立中兴智能汽车有限公司。

## 主要车型
GTZ6129BEVB系列
GTZ6810BEV系列
GTZ6112BEV系列
GTZ6819BEVB系列
GTZ6859BEVB系列
GTZ6109BEVB1系列
捷联JL-010M系列